# 狗子仏性
狗子仏性（くしぶっしょう）は、禅の代表的な公案のひとつ。『無門関』第1則、『従容録』第18則では「趙州狗子」。「趙州無字」とも言う。その他『道樹録』『永平頌古』『拈評三百則』にも、この公案が見られる。

## 概要
大意：あるとき弟子の一人の僧が趙州に、「犬にも仏性があるか、それともないか」と尋ねた。趙州は「無」と答えた。
これを巡る公案である。
- 『無門関』の著者である無門慧開は、修行時代に6年間ひたすらこの公案に取り組み、『無門関』の第1則に挙げているばかりでなく、「無」を、そこに禅の教えが端的に込められているため、全編を貫く主題として扱っている[5]。
- この「狗子仏性」は、最初に与えられる公案の一つである[3][5]。また、近代日本において、いわゆる「東洋的無」の原典とされ、世界の思想界で注目を浴びるに至った[6]。
- 禅の修行者に「東洋的無」を体験させようとしたのは、趙州の後の時代、宋代の五祖法演からで[7]、それが大慧宗杲に受け継がれて看話禅として確立し、無門慧開に至って広まったとされている[8]。

## 本則の内容
仏性は、『涅槃経』の「一切衆生悉有仏性」からきている。「山川草木悉皆成仏　 草木国土悉有仏性」ともいい、森羅万象に仏の性質が宿っていることを示し、仏教の基本理念の一つである。この場合の仏性とは「仏としての本性」という意味であり、「仏となり得る可能性」のことではない。 
ある時、僧が趙州に「狗子（犬のこと。「子」は接尾語で「子犬」ではない)に還って仏性有るやまた無しや」と問うと、趙州はにべもなく「無」と答えた。その僧は犬にも仏性があると返ってくると思ったのだろう。別の考え方では、一切衆生悉有仏性を担ぎ出して問を持ちかけ、趙州が仏性が無いと答えれば、仏教の教義にもとり、有ると言えばこの醜さはどうだと追求する二股をかけてきた。同じ質問にも、ひたすら自分の疑いを晴らしたさにする質問と、自分については大して問題にせず相手の力を試みるためにする’’’験主問’’’があり、僧の質問は験主問の含みがある。問を発した僧は「すべてに仏性がある」という教えに執着するあまりに、ものの見方、考え方が偏っていたと思われる。 
これが根底にありながら、趙州は「犬の仏性は無」といった。なぜ趙州はそう答えたかがこの公案を解く鍵であり、この基本理念から考えなおせ、根本に帰ってみなければならないということである。 
趙州のいう無は、一般に使う有という概念に対する無でも、虚無（ニヒリズム）の無でもない。有無というような相対的な考え方は禅では徹底的に戒める。「無」は対立的概念の一切ない無、絶対無、空のことである  。 
この公案は、趙州に質問した僧のような「すべてに仏性がある」というような執着や囚われを解き放って分別妄想を切って捨てるためのものであり、相対的なものの見方を徹底的に排除するのが目的である。この公案の眼目は、この無の絶対性を目指して参じていくところにある。この公案に取り組んで苦しんだあげくの結論が、本当の自分にとっての仏性なのだろう。有無も主観客観もなく絶対的な無に徹した時、無我無心の境地に達して心の自由と平安が得られる。なお、無に帰って観ることを、天台宗では摩訶止観という
無門慧開は、「纔渉有無 喪身失命（わずかに有無に渉れば 喪身失命す）」の頌曰で結んでいる。

### 提唱、見解
- 臨済宗妙心寺派管長であった山本玄峰は、本公案について次のように提唱している　：　禅の修行とは、天地と我と同根、万物と我と同一体になるための修行である[15]。また、六祖慧能が「理に明らかにならざれば、身を苦しめて何の益かあらん」と言っているように、人間とはこういうもので、人間の本能を尽すにはこうでなければならないという、本当の道理に明らかになるための修行であり、それ以外のことではない[17]。そのためには根本智慧をはっきりさせる必要があり、これを趙州は「無」といい、白隠慧鶴は片手の音を聞けといい、五祖法演はこの無を頌して「趙州の露刃剣」といって「寒霜光焔々、擬議如何を問えば、身を分けて両断となす」といい、名刀を振り上げるようにこの無を振り上げ、煩悩妄想をすっきりと叩き殺すべきことを述べている[18]。そうでないと、(他人の意見に振り回され)何事も快刀乱麻を断つように了解できない[18]。

- 臨済宗円覚寺派管長であった朝比奈宗源は、本公案について次のように提唱している　：　趙州は験主問の小細工に惑わされる人ではない[13]ので、けろりと「無」と切って放った[13]。僧が験主問によって引っかけようとしたわなには届かない[13]。しかしながら、趙州はこの「無」の一字によって、仏性の絶対性、普遍性を、多くの言葉を費やす以上に明瞭に力強く表現した[13]。無門慧開[19]も、無学祖元[20]も白隠慧鶴もこの公案によって大死一番[21]した[13]。禅者の目から見ればこの一ヶの無字が一大蔵経でもあり、全宇宙でもある [13] 。

- 臨済宗妙心寺派管長であった西片擔雪は、本公案について次のように提唱している　：　何も思わぬ、つまり無心になるのは仏の稽古である[9]。皆、わけも分からず「無」「無」というているが、すべてを包み込みすべてを救う大きな慈悲心が無である[9]。倫理道徳は肯定から出発するが、宗教は否定から出発し、出発点が正反対である[9]。しかし宗教はその否定をさらに否定することで再び肯定の世界に戻ってきて、道徳との接点が生まれるが、別物である[9]。趙州和尚はその宗教の原点を無という一語で示した[9]。真に無になりきることによって、有に生まれ変わる[9]。

## 無門関以外での記述

### 趙州録
本公案の原典である趙州録では、趙州和尚は、「有る」に対して「無い」と答えているに過ぎない。 
僧　　：　犬にも仏性があるか 
趙州　：　ないな 
僧　　：　上は諸仏から下は蟻に至るまで仏性があるのに、どうして犬にはないのか 
趙州　：　そいつに業識性があるからだ
また、趙州録には下記のような「狗子仏性無話」の記述もある。 
①では、狗子には業識性があるため、一切衆生悉有仏性という涅槃経以来の教義に反して、趙州は「無い」と答える。 
一方、②では、同じ問いに対して、すべての門前の道は長安に通じていると説く(仏教学者の秋月龍珉は、「何者も仏性を持たぬものはない」と注している)。 
しかし、業識性の有無を無視した場合には、①は迷いの面に焦点をあて、②は悟りの本来性に焦点を当てたものであるため、仏性の有無については同じ思考に基づいていると言える。 
このように、趙州録の「狗子仏性無話」は、業識性を含めてこそ意味をもち、「無」だけを取り上げて工夫する公案ではない。

### 従容録
従容録では、趙州和尚は、初め狗子に仏性が「あり」と答えている。問いを発した僧が「それではなぜ畜生の体なのか」と言うと、趙州は「仏性があると知っているのに悪業をなしたからだ」と答える。次に、別の僧が問うと、趙州は今度は「なし」と言った。こちらの理由は「無明の迷いのためだ」のことであった。 
これは正反対の答えだったが、趙州の気まぐれではなく、問いを発した僧のそれぞれの先入観を突き崩したにすぎない。 

### 興善惟寛の狗子仏性無話
現存する資料によって判断すると、狗子仏性無話を最初に取り上げたのは、 馬祖道一の法を嗣ぐ唐代の禅僧興善惟寛(755年 - 817年)であると、廣田宗玄は述べている。 
ここでは、興善惟寛は、狗子には仏性が有ると答える一方で、自らには仏性はないと答えている 。 

### 宏智語録
宋代の曹洞宗の禅僧宏智正覚(わんししょうがく：1091年 - 1157年)の「宏智語録」には、狗子に仏性が「有り」とされる形式が継承される。 
ここで、狗子に仏性が有りと答え、「 故らに犯すが為なり」と言うのは、自ら輪廻に下っていくという「異類中行」(趙州従諗も参照)の意味であると解されている。 

### 五燈会元
中国宋代の禅書『五燈会元』（ごとうえげん）の第4には、この続きが書かれている。
僧はまた問うた。
「上は諸仏より下は螻蟻に至るまで皆仏性あり、狗子甚麼として却て無きや」
（大意：あらゆるものに仏性はあるとされるのに、なぜ犬にはないのでしょうか？）
趙州和尚はまた答えた。
「尹（かれ）に業識性の在るが為なり」
（大意：欲しい、惜しい、憎いなどの煩悩があるからだ。）
僧は更に問うた。
「既に是れ仏性、什麼としてか這箇の皮袋裏に撞入するや」
（大意：仏性があるならなぜ犬は畜生の姿のままなのでしょうか？）
趙州和尚は更に答えた。
「他の知って故らに犯すが為なり」
（大意：自他ともに仏性があることを知りながら、悪行を為すが故である。）

## 狗子仏性の公案を題材にした作品
- 夏目漱石の小説『夢十夜』には、狗子仏性の公案が解けずに、汗を流し歯ぎしりをしながら「無だ、無だ」と念じる男が描かれている [5] 。